# Bitwa pod Mingolsheim
Bitwa pod Mingolsheim (zwana też bitwą pod Ohrenberg) – starcie zbrojne, które miało miejsce 27 kwietnia 1622 r. w trakcie wojny trzydziestoletniej. W bitwie udział wzięły wojska Ligi katolickiej pod dowództwem Tilly'ego i zjednoczone oddziały protestantów pod wodzą Mansfelda i Fryderyka z Baden-Durlach. Starcie zakończyło się zwycięstwem wojsk protestanckich.

## Opis bitwy
Miejscem bitwy było niewysokie wzgórze Ohrenberg położone na południe od miejscowości Mingolsheim. Miejscowość ta w wyniku starcia została całkowicie zniszczona, a większa jej część spłonęła. 
W kwietniu 1622 Tilly wtargnął ze swoimi siłami na ziemie Palatynatu, krainy Fryderyka V, gdzie próbował obejść od południa miejscowość Heidelberg. Do dnia 26 kwietnia 1622 Tilly zgromadził w miejscowości Wiesloch siły liczące 12 000 żołnierzy, które zamierzał wykorzystać do oblężenia miasta Dilsberg. 
Siły Mansfelda zgromadzone w rejonie miejscowości Germersheim liczyły 16 000 piechoty i 6 000 kawalerii. Po przekroczeniu rzeki Ren, i połączeniu się z siłami Jerzego Fryderyka Baden-Durlach wojska te znalazły się 8 km. na południa od Wiesloch. Tilly, który uznał swoją lewą flankę za najbardziej zagrożoną, przypuścił atak w dniu 27 kwietnia 1622 z kierunku północnego. Mansfeld znajdujący się w niezagrożonej pozycji, zadał przeciwnikowi wysokie straty. Około godz. 14 na plac boju spadła gwałtowna ulewa, zamieniając ziemię w grzęzawisko. Bitwa zakończyła się zwycięstwem wojsk Mansfelda i Bernharda von Sachsen-Weimar, które pomaszerowały dalej w kierunku Bruchsal. Siły te nie były jednak w stanie zapobiec odwrotowi sił Tilly'ego przez Zeutern i Odenheim w kierunku miejscowości Wimpfen.  
Łączne straty wojsk Tilly'ego wyniosły 2 000 ludzi. Po stronie Mansfelda poległo 300 żołnierzy. Po odłączeniu się od sił Mansfelda, wojska Fryderyka von Baden-Durlach w dniu 6 maja 1622 starły się jeszcze z hiszpańskimi siłami pod wodzą Cordoby w przegranej bitwie pod Wimpfen. 